# Stanisław Urban
Stanisław Urban (13 de septiembre de 1907-abril de 1940) fue un deportista polaco que compitió en remo. Participó en dos Juegos Olímpicos de Verano en los años 1928 y 1932, obteniendo una medalla de bronce en Los Ángeles 1932 en la prueba de cuatro con timonel.

## Palmarés internacional
| Juegos Olímpicos | Juegos Olímpicos             | Juegos Olímpicos  | Juegos Olímpicos   |
| Año              | Lugar                        | Medalla           | Prueba             |
| ---------------- | ---------------------------- | ----------------- | ------------------ |
| 1932             | Los Ángeles (Estados Unidos) | Medalla de bronce | Cuatro con timonel |